# Радио Велико Търново
Радио Велико Търново или Общинско радио Велико Търново е регионална радиостанция, раздпространяваща се на територията на Община Велико Търново.
Радиопредаванията на територията на града, започват в началото на 1951 г. Към този момент, в града функционират две радиотранслационни централи с 9 улични високоговорители и 507 домашни радиоточки. Първото радиопредаване е излъчено на 16 февруари 1952 г. В редаванията са били разглеждани актуални теми, свързани с България и региона. Първата рубрика по радиото е „На новото широк път“. Пръв гост на предаването е бил Митю Колев – началник на тъкачен цех на ДИП „Мавриков“. През следващите години, радиото започва да се разростронява чрез радиоразпръскване, благодарение на РПЦ „Резонанс“ – Арбанаси, който е с мощност. По радиостанцията са били излъчвани български фолклор, българска и световна популярна музика. Към днешна дата, Радио Велико Търново, се излъчва на честота от 8 мегахерца и достига до над 100 000 слушатели.